# Горња Угарска
Горња Угарска је појам који је историјски означавао северне односно североисточне делове бивше Краљевине Угарске. Овај назив је у различитим периодима означавао подручје различите величине. У 16. и 17. веку, назив Горња Угарска је коришћен за једну од административних регија (капетаната) хабзбуршке Краљевине Угарске (види: Капетанат Горња Угарска), док је крајем 17. века формирана краткотрајна Кнежевина Горња Угарска, која је била у вазалном односу према Османском царству. У српској историографији, појам Горња Угарска је означавао подручје око Рацког Ковина, Будима, Сентандреје, Острогона, Коморана и Ђура, у којем је било српског становништва.